# Beauchamps, Somme
Beauchamps là một xã ở tỉnh Somme, vùng Hauts-de-France, Pháp.

## Địa lý
Thị trấn này tọa lạc tại giao lộ của các đường D2 và đường D1015, bên bờ sông Bresle, ranh giới giữa hai tỉnh Somme và Seine-Maritime.

## Dân số
| 1962                                                           | 1968 | 1975 | 1982 | 1990 | 1999 |
| -------------------------------------------------------------- | ---- | ---- | ---- | ---- | ---- |
| 812                                                            | 883  | 900  | 908  | 1011 | 987  |
| Số liệu điều tra dân số từ năm 1962, dân số không tính hai lần |      |      |      |      |      |